# 克拉西利夫卡 (巴赫馬奇區)
51°8′43″N 32°34′26″E / 51.14528°N 32.57389°E
克拉西利夫卡（烏克蘭語：Красилівка）是位於烏克蘭北部切爾尼戈夫州裏尼任區的村莊，始建於1600年，面積6平方公里，海拔高度138米，2006年人口971，人口密度每平方公里161.8人。